# Aconier
Un aconier (écrit aussi acconier), est un entrepreneur préposé à l'aconage, c'est-à-dire à la manutention des marchandises : chargement et arrimage à bord d'un navire de commerce ou  déchargement. Ce terme est surtout utilisé dans le sud de la France. Les ports de commerce de la mer du Nord lui préfèrent celui de stevedore, ceux de l'Atlantique celui de manutentionnaire, ou d'entreprise de manutention.

## Autre sens
Un aconier désigne également le patron d'un accon, qui était un petit bateau à fond plat qui servait à commencer au  déchargement ou au chargement des navires qui ne pouvaient accoster sur les quais du Vieux Port de Marseille ; quand les nouveaux quais de la Joliette sont entrés en opération, ils ont disparu pour se transformer en employeurs de dockers quand les grandes compagnies n'avaient pas assez de main d'œuvre.